# 王致狄
王致狄（英語：Andy Wong Chi Tik，1984年1月11日—），原名王致迪，香港男演員及健身教練，現為無綫電視基本藝人合約藝員。

## 簡歷
王致狄從小於香港接受教育（聖安多尼中英文小學暨幼稚園、聖保羅書院）和長大，十六歲那年往加拿大安大略省萬錦市唸書，曾就讀馬克維爾高級中學，2008年修畢多倫多大學經濟系學士課程。他隨後繼續在多倫多一間銀行裡任職按揭部經理一陣子，2009年為了照顧父母便回到香港生活；當時正值金融海嘯，又於某次瀏覽《TVB周刊》期間發現了藝訓班的申請表格，遂決定投考第23期無綫電視藝員訓練班而涉足娛樂圈，並開始兼職電話銷售員及保險經紀。
王致狄於2016年左右將本名改成現時藝名；曾參演多套電視劇集，但角色均以跑龍套為主，直至2017年在該台處境劇《愛·回家之開心速遞》中，飾演接龍集團／威龍百貨公司保安部主任「陳小娟（鐵面陳）」一角，才漸為人所認識；之後間中亦會登台唱歌，以及教授泰拳和健身作副業維持生計。2025年，他向協利國際美容集團創辦人女兒求婚成功，婚禮定於翌年舉行。

## 演出作品

### 電視劇
| 首播       | 劇名                             | 角色                                 |
| 無綫電視   |                                  |                                      |
| 2009年     | 畢打自己人                       | 匪 徒（第169集）                     |
| 2009年     | 畢打自己人                       | 男 子（第178集）                     |
| 2009年     | 畢打自己人                       | 記 者（第199、325集）                |
| 2009年     | 畢打自己人                       | Ray（第226集）                       |
| 2009年     | 畢打自己人                       | 小 南（第274、275集）                |
| 2009年     | 畢打自己人                       | Gilbert（第280集）                   |
| 2009年     | 宮心計                           | 獄 卒                                |
| 2010年     | 情人眼裏高一D                    | 《超 Cup 巨星》參賽者                |
| 2010年     | 老公萬歲                         | 程憶義（第4集）                      |
| 2010年     | 鐵馬尋橋                         | 吉（第11、13集）                     |
| 2010年     | 掌上明珠                         | 皓月珠寶店客人                       |
| 2010年     | 談情說案                         | 化工店員（第7集）                    |
| 2010年     | 天天天晴                         | 侍 應                                |
| 2010年     | 情越雙白線                       | 成                                   |
| 2010年     | 公主嫁到                         | 狗（第16集）                         |
| 2010年     | 讀心神探                         | Brian                                |
| 2010年     | 依家有喜                         | 副指導                               |
| 2010年     | 誘情轉駁                         | Dan（第9集）                         |
| 2011年     | 隔離七日情                       | 阿 武                                |
| 2011年     | 魚躍在花見                       | 職 員（第19集）                      |
| 2011年     | Only You 只有您                  | 朱 仔（第4、5集）                    |
| 2011年     | 誰家灶頭無煙火                   | 細 輝                                |
| 2011年     | 洪武三十二                       | 錦衣衛                               |
| 2011年     | 怒火街頭                         | 記 者                                |
| 2011年     | 真相                             | 職 員                                |
| 2011年     | 紫禁驚雷                         | 太 監                                |
| 2011年     | 潛行狙擊                         | 跟蹤支援隊組員                       |
| 2011年     | 潛行狙擊                         | 客 人                                |
| 2011年     | 不速之約                         | Jimmy                                |
| 2011年     | 法證先鋒III                      | 吳志開                               |
| 2011年     | 荃加福祿壽探案                   | 男朋友（第18集）                     |
| 2011年     | 萬凰之王                         | 太 監                                |
| 2011年     | 結·分@謊情式                     | 簡亦丹舊同學（第3集）                |
| 2011年     | 結·分@謊情式                     | 情 侶（第44集）                      |
| 2011年     | 結·分@謊情式                     | 侍 應（第67集）                      |
| 2011年     | 天與地                           | 救護員                               |
| 2012年     | 換樂無窮                         | 吉味快餐店水吧職員                   |
| 2012年     | 缺宅男女                         | 酒吧侍應（第9集）                    |
| 2012年     | 4 In Love                        | 記 者                                |
| 2012年     | On Call 36小時                   | 王 仔                                |
| 2012年     | 東西宮略                         | 燕國侍衛                             |
| 2012年     | 當旺爸爸                         | 途 人（第1集）                       |
| 2012年     | 拳王                             | 「The Champ」拳館學員                |
| 2012年     | 心戰                             | 病 人                                |
| 2012年     | 愛·回家                          | 可疑男子（第20集）                   |
| 2012年     | 愛·回家                          | Philip 助手（第37集）                |
| 2012年     | 愛·回家                          | 服裝店店員（第272集）                |
| 2012年     | 愛·回家                          | Peter（第288集）                     |
| 2012年     | 愛·回家                          | 阿 志（第351集）                     |
| 2012年     | 愛·回家                          | 假維修工人（第517集）                |
| 2012年     | 愛·回家                          | 手錶店店員（第524集）                |
| 2012年     | 衝呀！瘦薪兵團                   | 「富長地產」經紀（第10集）           |
| 2012年     | 飛虎                             | 拍賣行經理（第1、13集）              |
| 2012年     | 護花危情                         | 「東昇」社團成員                     |
| 2012年     | 回到三國                         | 獄 卒（第7、13集）                   |
| 2012年     | 回到三國                         | 花燈會情侶（第9集）                  |
| 2012年     | 回到三國                         | 石盤村村民（第10集）                 |
| 2012年     | 回到三國                         | 孫權軍兵（第18集）                   |
| 2012年     | 回到三國                         | 村 民（第20集）                      |
| 2012年     | 怒火街頭2                        | 啦滋茶餐廳伙計（第1 - 3集）          |
| 2012年     | 造王者                           | 小信子                               |
| 2012年     | 巴不得媽媽...                    | 喬 英                                |
| 2012年     | 天梯                             | 記 者                                |
| 2012年     | 雷霆掃毒                         | 胡沛生（第5、25集）                  |
| 2012年     | 大太監                           | 顧道益                               |
| 2012年     | 法網狙擊                         | 鑑證科人員（第23集）                 |
| 2013年     | 初五啟市錄                       | 協和行職員                           |
| 2013年     | 戀愛季節                         | 記 者                                |
| 2013年     | 心路GPS                          | 星輝電視台收音師                     |
| 2013年     | 仁心解碼II                       | 超（第5、7、11集）                   |
| 2013年     | 女警愛作戰                       | 「Brotherland」舞男（第4、5集）      |
| 2013年     | 神探高倫布                       | 精神病人（第16集）                   |
| 2013年     | 情越海岸線                       | 胡恩東                               |
| 2013年     | 法外風雲                         | 蛋 散（第16 - 20集）                 |
| 2013年     | 衝上雲霄II                       | 黄崇躍                               |
| 2013年     | 情逆三世緣                       | 開（第13 - 30集）                    |
| 2013年     | 神鎗狙擊                         | 飛虎隊職員                           |
| 2013年     | 巨輪                             | Simon（第7集）                       |
| 2013年     | On Call 36小時II                 | 招一嗚                               |
| 2013年     | 幸福摩天輪                       | 水吧職員                             |
| 2013年     | 貓屎媽媽                         | 蘇眉好友                             |
| 2014年     | 單戀雙城                         | 輝                                   |
| 2014年     | 叛逃                             | 張承添                               |
| 2014年     | 寒山潛龍                         | 店小二                               |
| 2014年     | 載得有情人                       | 茶餐廳侍應                           |
| 2014年     | 我們的天空                       | 羅貞韻弟弟（第7集）                  |
| 2014年     | 大藥坊                           | 執藥工人                             |
| 2014年     | 飛虎II                           | 李保嘉                               |
| 2014年     | 使徒行者                         | 馮志偉（第26集）                     |
| 2014年     | 醋娘子                           | 景 洋                                |
| 2014年     | 八卦神探                         | 麥乃生手下                           |
| 2015年     | 衝線                             | 傑                                   |
| 2015年     | 鬼同你OT                         | 高利貸人士                           |
| 2015年     | 拆局專家                         | Sunny（第8 - 14集）                  |
| 2015年     | 收規華                           | 阿 友                                |
| 2015年     | 東坡家事                         | 招 石                                |
| 2015年     | 張保仔                           | 急症室醫生（第32集）                 |
| 2015年     | 梟雄                             | 王 達                                |
| 2015年     | 實習天使                         | 骨科醫生                             |
| 2016年     | 愛情食物鏈                       | 《爆周刊》記者（第9、13、18 - 20集） |
| 2016年     | 鐵馬戰車                         | 徐 國                                |
| 2016年     | 公公出宮                         | 乃                                   |
| 2016年     | 警犬巴打                         | 警犬隊領犬員                         |
| 2016年     | 末代御醫                         | 童鐵骨手下                           |
| 2016年     | 殭                               | 泰拳學會會員（第3集）                |
| 2016年     | 愛·回家之八時入席                | 造型師（第16集）                     |
| 2016年     | 愛·回家之八時入席                | 鐵面陳                               |
| 2016年     | 火線下的江湖大佬                 | USB 金融公司保安                     |
| 2016年     | 純熟意外                         | 阿 基（第5 - 7集）                   |
| 2016年     | 完美叛侶                         | Kelvin                               |
| 2016年     | 一屋老友記                       | Hanson（第15、16集）                 |
| 2016年     | 超能老豆                         | 黎富成（Matt）                       |
| 2016年     | 城寨英雄                         | 街 坊                                |
| 2016年     | 律政強人                         | 警 員（第18、19集）                  |
| 2016年     | 來自喵喵星的妳                   | 耀（第8集）                          |
| 2016年     | 幕後玩家                         | 阿 狄                                |
| 2016年     | 致命復活                         | 地產經紀                             |
| 2017年至今 | 愛·回家之開心速遞                | 陳小娟（鐵面陳）                     |
| 2017年     | 財神駕到                         | 武德鼎                               |
| 2017年     | 味想天開                         | 檔 主                                |
| 2017年     | 迷                               | 刑事警察                             |
| 2017年     | 我瞞結婚了                       | 地產經紀                             |
| 2017年     | 與諜同謀                         | 火箭哥手下（第16、18、20、24、25集） |
| 2017年     | 心理追兇 Mind Hunter             | Fox                                  |
| 2017年     | 踩過界                           | 文根鷹兒子（第14集）                 |
| 2017年     | 同盟                             | 令家保鏢                             |
| 2017年     | 超時空男臣                       | 洗頭仔（第26集）                     |
| 2017年     | 老表，畢業喇！                   | 香港燦爛學院學生                     |
| 2017年     | 使徒行者2                        | 跨國洗黑錢集團代理人                 |
| 2017年     | 降魔的                           | 佳爺手下（第5、6集）                 |
| 2017年     | 誇世代                           | 戴志力（第18、38集）                 |
| 2017年     | 誇世代                           | 2047年反政府叛軍（第49集）           |
| 2017年     | 誇世代                           | 2047年政府軍大魔頭（第50集）         |
| 2017年     | 溏心風暴3                        | Jackie                               |
| 2018年     | 性在有情                         | 《阿郎的賽事》劇組工作人員（第12集） |
| 2018年     | 三個女人一個「因」               | 《窮到燶大作戰》節目助導（第1、6集） |
| 2018年     | 三個女人一個「因」               | 健身客（第13集）                     |
| 2018年     | 波士早晨                         | 醫 生                                |
| 2018年     | 棟仁的時光                       | 蝦（第9、10、17集）                  |
| 2018年     | BB來了                           | 地產經紀                             |
| 2018年     | 特技人                           | 堅                                   |
| 2018年     | 再創世紀                         | 財經新聞報道員                       |
| 2018年     | 跳躍生命線                       | 李同祖                               |
| 2018年     | 是咁的，法官閣下                 | 西服店店員                           |
| 2018年     | 救妻同學會                       | 小混混                               |
| 2018年     | 大帥哥                           | 章培元學生（第1、3、27集）           |
| 2019年     | 福爾摩師奶                       | 軍裝警員                             |
| 2019年     | 福爾摩師奶                       | 獄 卒                                |
| 2019年     | 鐵探                             | 黎伯雄（第13、27、30集）             |
| 2019年     | 婚姻合伙人                       | 「祿馬置業」經紀（第1、4集）         |
| 2019年     | 白色強人                         | 陳日材（第13集）                     |
| 2019年     | 好日子                           | 久 哥（第16集）                      |
| 2019年     | 她她她的少女時代                 | 「DPC Fitness」教練                  |
| 2019年     | 街坊財爺                         | 職 員（第6集）                       |
| 2019年     | 金宵大廈                         | Timothy（第5、6集）                  |
| 2019年     | 解決師                           | 阿 水                                |
| 2019年     | 堅離地愛堅離地（Astro AOD 首播） | Eric（第2、8集）                     |
| 2019年     | 過街英雄（Astro AOD 首播）       | 男酒客（第9集）                      |
| 2019年     | 過街英雄（Astro AOD 首播）       | 淫賤男（第14集）                     |
| 2019年     | 丫鬟大聯盟                       | 官 兵（第8、10、11集）               |
| 2020年     | 黃金有罪                         | 賀明賜（第1、23 - 25集）             |
| 2020年     | 大醬園                           | 醫 生（第30集）                      |
| 2020年     | 法證先鋒IV                       | 醫 生（第6集）                       |
| 2020年     | 法證先鋒IV                       | 商場保安（第30集）                   |
| 2020年     | 十八年後的終極告白               | 金毛倫（第3集）                      |
| 2020年     | 機場特警                         | 鐵 男（第23、24集）                  |
| 2020年     | 降魔的2.0                        | 救護員（第2、5、12、15、19集）       |
| 2020年     | 殺手                             | 朱祥法司機                           |
| 2020年     | 迷網                             | 潘 毅（Nic）（第22 - 25集）          |
| 2020年     | 反黑路人甲                       | 警 察（第13、27集）                  |
| 2020年     | 愛美麗狂想曲（myTV Gold 首播）   | 男客人（第24集）                     |
| 2021年     | 陀槍師姐2021                     | 根叔兒子（第22集）                   |
| 2021年     | 失憶24小時                       | 李 仁（第20集）                      |
| 2021年     | 伙記辦大事                       | 波士會部長（第15、23集）             |
| 2021年     | 逆天奇案                         | 張志民（第11集）                     |
| 2021年     | 一笑渡凡間                       | 繆公子（第3集）                      |
| 2021年     | 欺詐劇團                         | 家俊哥（第2集）                      |
| 2021年     | 寶寶大過天                       | 麵包店店主（第17集）                 |
| 2021年     | 七公主                           | 陳先生（第5集）                      |
| 2021年     | 智能愛人                         | 便衣探員（第10集）                   |
| 2021年     | 把關者們                         | 何先生（第6集）                      |
| 2021年     | 我家無難事                       | 馬國立（第7、8、21、24、25集）       |
| 2021年     | 拳王                             | 觀 眾（第4、5、7、9、11集）          |
| 2021年     | 十月初五的月光                   | 明醫生（第14、15集）                 |
| 2021年     | 異搜店                           | 刑事警察（第5、12、14、15集）        |
| 2022年     | 鐵拳英雄                         | 金福妹手下（第22、23集）             |
| 2022年     | 食腦喪Ｂ                         | 齊宗章（第10集）                     |
| 2022年     | 廉政行動2022                     | 小混混（第4集）                      |
| 2022年     | 十八年後的終極告白2.0            | 便衣探員（第11、17、18集）           |
| 2022年     | 童時愛上你                       | Eric（第1、15集）                    |
| 2022年     | 回歸                             | 警員（第15集）                       |
| 2022年     | 白色強人II                       | 整形外科醫生（第10、11集）           |
| 2022年     | 痞子殿下                         | 進 寶                                |
| 2022年     | 黯夜守護者                       | 羅家鳴                               |
| 2022年     | 輕·功                            | 茶餐廳伙記（第3、8、10、14、17集）   |
| 2022年     | 有種好男人                       | 工 人（第2集）                       |
| 2023年     | 隱形戰隊                         | 重案總督察（第17、27集）             |
| 2023年     | 法言人                           | 董世宇（第20、21集）                 |
| 2023年     | 隱門                             | 醫 生（第22集）                      |
| 2023年     | 靈戲逼人                         | 呂國華（第11集）                     |
| 2023年     | 寵愛Pet Pet                      | 主 人（第1集）                       |
| 2023年     | 寵愛Pet Pet                      | 客 人（第6、13 - 14、16、19 - 20集） |
| 2023年     | 寵愛Pet Pet                      | 居 民（第7集）                       |
| 2023年     | 你好，我的大夫                   | 經 理（第12集）                      |
| 2025年     | 痞子無間道                       | 荷 官（第3集）                       |
| 2025年     | 痞子無間道                       | 才 子（第18集）                      |
| 2025年     | 奪命提示                         | 沈顯威（第12、14、28集）             |
| 2025年     | 虛擬情人                         | 酒 客（第14集）                      |

### 綜藝節目
| 首播     | 節目名            | 備註                               |
| 無綫電視 |                   |                                    |
| 2012年   | 芝人口面不知心    | 第17集嘉賓（與何俊軒）             |
| 2013年   | 兄弟幫            | 第854、855集嘉賓                   |
| 2019年   | PARK YOHO週末速遞 | 演出第3、4集（飾演 致狄）          |
| 2020年   | 安樂蝸            | 第468集嘉賓                        |
| 2021年   | 死因有可疑        | 演出                               |
| 2021年   | 明星運動會        | 演出（男子100米、鉛球、4×100接力） |
| 2021年   | 欢乐满东华2021    | 演出（与卫志豪及莫家淦合唱歌曲）   |

### 電影
| 首映   | 電影名             | 角色               |
| 2009年 | Laughing Gor之變節 | 殺 手              |
| 2011年 | 我愛HK開心萬歲     | 食物環境衛生署職員 |
| 2017年 | 拆彈專家           | 街 坊              |

### 音樂錄像
| 年份   | 歌名       | 歌手           |
| 2018年 | 爆燈賀新年 | 群星           |
| 2019年 | 落單的公主 | 霍柔心（B.Gs） |

### 廣告
- 2019年：煌府婚宴專門店「尖沙咀 The ONE 100呎 Catwalk 天橋、石門煌苑空中花園」（與余思霆）

## 外部連結
- 王致狄的新浪微博
- 王致狄的Facebook專頁
- 王致狄的Instagram帳戶